# Marcador
Marcador o Marker, és una peça gràfica (imatge, llibre, fotografia, dibuix imprès) que el dispositiu electrònic (ordinador, tauleta o telèfon intel·ligent) detecta a través de la seva camera web i connexió a internet per poder incorporar la realitat augmentada. Els marcadors ajuden els dispositius a col·locar correctament l'objecte de la realitat augmentada (imatge virtual), dins l'escenari real. Aquesta és el tipus de RA (realitat augmentada) més utilitzat i té millors resultats si s'empra a través d'un ordinador que des d'un dispositiu mòbil gràcies a la fixació de la càmera web.

## Tipus de marcadors
- Símbols: Són imatges amb blanc i negre semblants els codis QR.

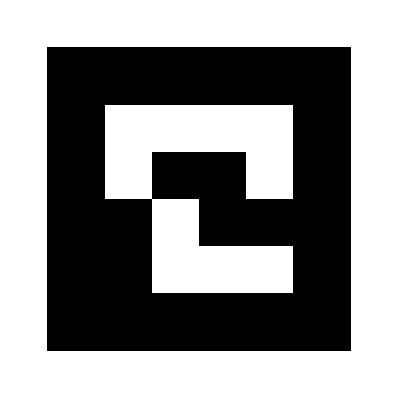

- Imatges: Poden ser siluetes o imatges més treballades que integren colors.

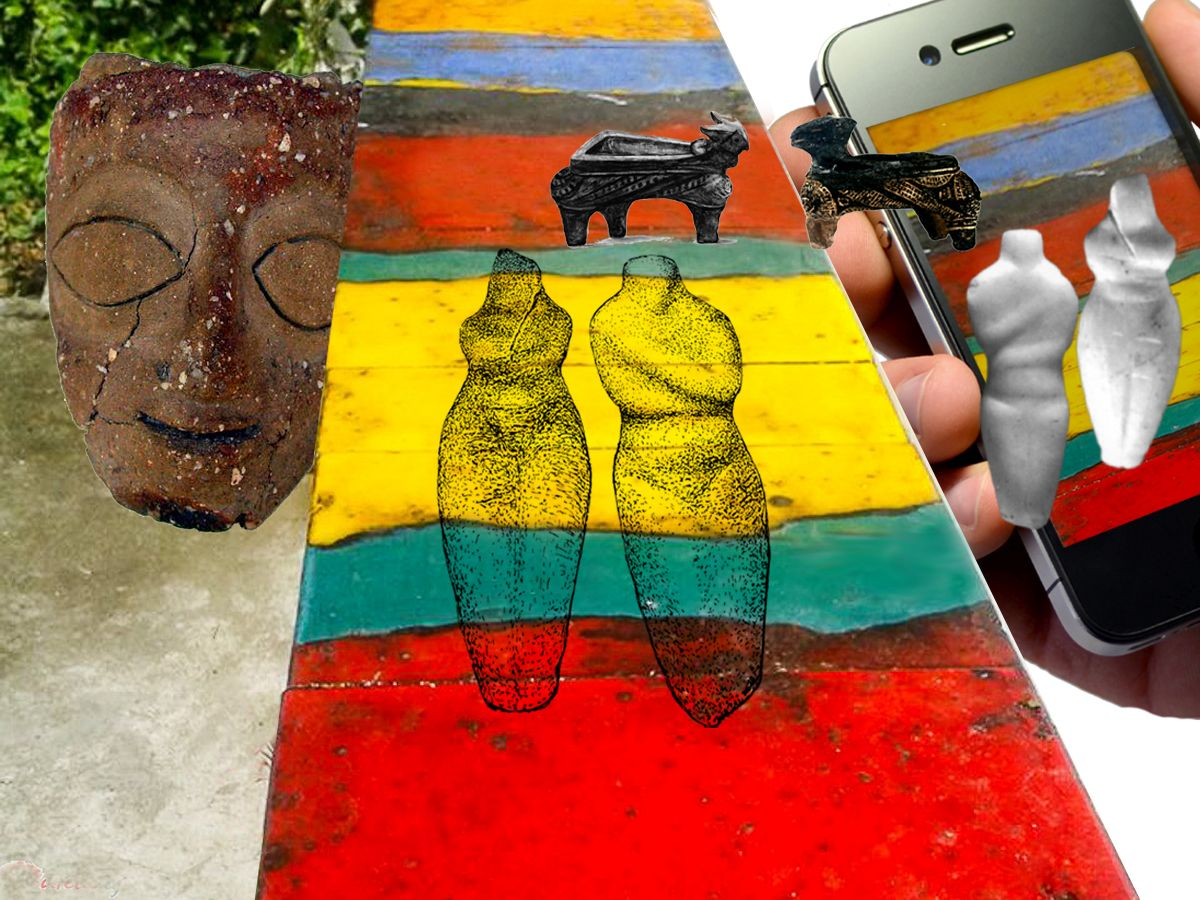

- Qualsevol llibre, revista o fotografia

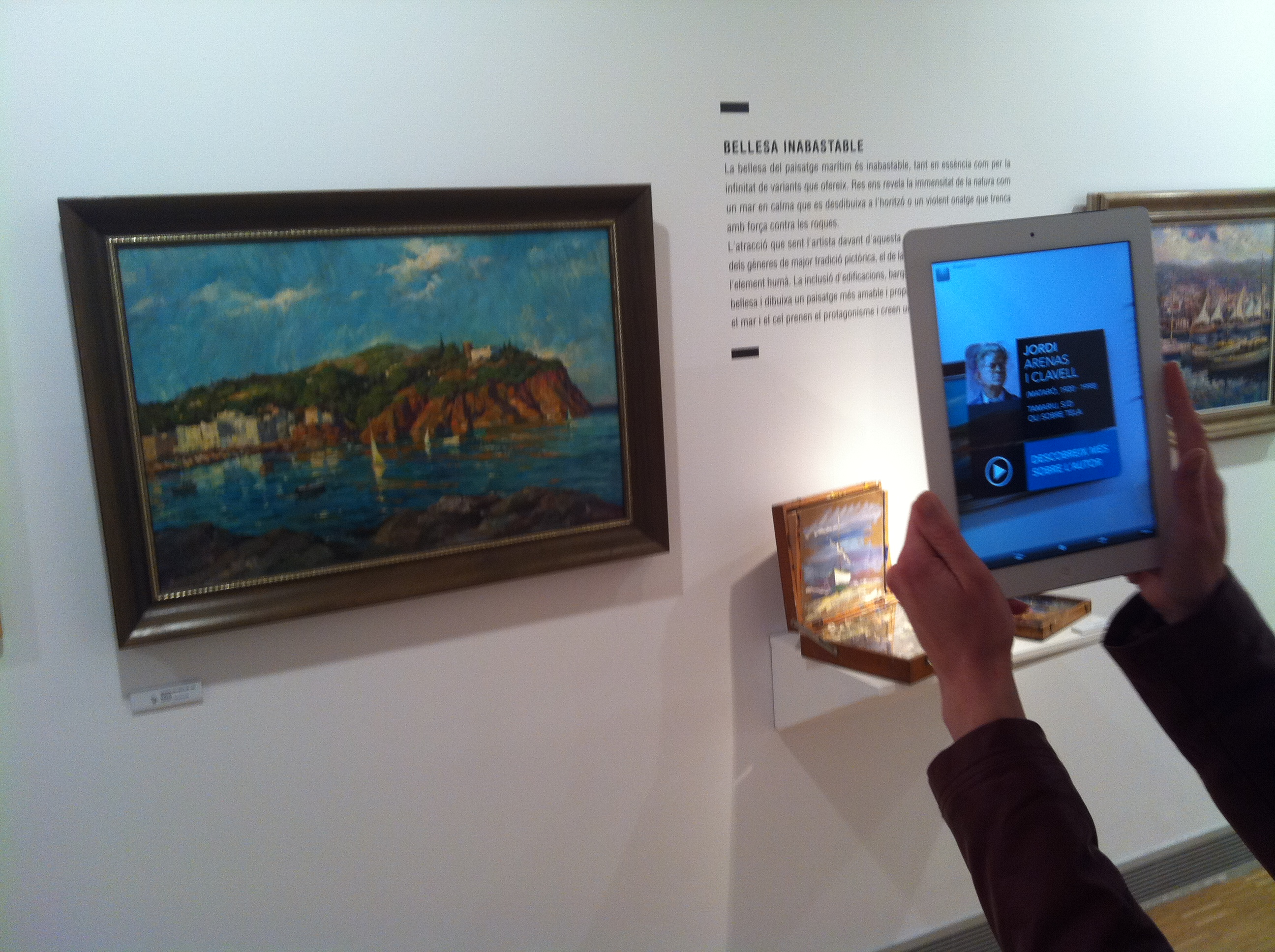